# Aedes caspius
Espèce
Aedes caspius est un Culicidae originaire d'Europe. Il est largement répandu en Camargue, où il peut produire de graves nuisances (300 piqûres en 15 min). Les nuisances occasionnées peuvent être importantes, pouvant aller localement jusqu'à la fermeture d'écoles comme ce fut le cas en septembre 2005 en France dans l'ouest du littoral méditerranéen.
C'est un petit moustique long de 5 mm environ, globalement roux avec des bandes longitudinales claires sur le thorax et des bandes blanches sur les pattes.
La femelle, qui est la seule hématophage, ne pique pratiquement que les mammifères.